# 테오도알두스
테오도알트(Theodoald) 또는 테우도알트(Theudoald, 704년 / 708년? - 741년)는 프랑크 왕국의 정치인이며 피핀 2세와 그의 적처 플렉트루데의 손자였다. 할아버지 피핀 2세의 사후 아우스트라시아의 궁재 직에 올랐으나, 배다른 삼촌이며 서출인 카를 마르텔에 의해 축출당하였다.
그의 정확한 출생년대는 알려져 있지 않으나 704년 경 또는 708년경으로 추정된다. 그가 궁재직을 세습할 당시 10여세 전후였다는 설도 있다. 테오도알트는 피핀 2세의 적손자로 그리모알드 2세와 프리슬란트의 부족장 라트보트의 딸 테우도신다(Theudesinda)의 아들들 중 한 명이었다. 동생으로는 아르노알드라는 형제가 한명 더 있었다. 일설에는 715년 9월 26일경에 살해된 그리모알드 2세의 이름을 알 수 없는 첩의 소생이라는 설도 있다.
714년 4월 그의 아버지 그리모알트 2세는 프리기아인 혹은 반 피핀 2세 세력에 의해 갑자기 암살당했고, 할아버지 피핀은 궁재직과 재산을 그에게 상속하려 했다. 714년 12월 16일 할아버지 사망 당시 피핀 2세의 적출 자손은 그 외에도 몇명이 더 있었다. 그러나 서출 삼촌인 카를 마르텔에 의해 축출당한 뒤, 사생아로 격하되었다. 피핀 2세는 사망 당시 테오도알트를 비롯한 적손자들을 자신의 후계자로 지명했고, 그의 할머니 플렉트루디스는 그를 내세웠다.
714년 아우스트라시아의 궁재직에 올랐다. 715년 가을 피핀 2세가 세웠던 다고베르트 3세가 사망했다. 네우스트리아의 귀족 라감프리드는 피핀 2세의 사후 그가 나이가 어리다는 점을 이용, 테오도알트와 그 후견자들을 흔들기로 계획하고 힐페리히 2세와 계획을 세웠다. 라감프리드와 힐페리히 2세는 아우스트라시아를 공격, 715년 가을 콩피에뉴의 숲에서 아우스트라시아 군대를 이긴다. 이때 라감프리드는 전장에 버려진 아우스트라시아 군대의 무기 및 플렉트루데가 소유한 보물을 약탈한다. 아우스트라시아의 왕 힐페리히는 프리기아의 부족 공작 라트보트와 동맹을 맺고 피핀 세력을 축출하려 했다. 카를 마르텔은 이 기회를 틈타 지지자를 모아 힐페리히 2세 군대를 격퇴하고, 플렉트루데와 테오도알트의 군대 역시 격퇴한다.
716년 그의 할머니 플렉트루디스는 그를 대신하여 네우스트리아의 왕 힐페리히 2세와 라간프리드에게 의탁했다. 그러나 이들 역시 717년 카를 마르텔에게 격퇴당한다. 717년 5월 28일 쾰른의 수도원으로 보내졌다. 궁재에서 축출당한 뒤의 행적은 알 수 없고 기록에도 그의 행적이 언급되지 않는다. 723년에 카를 마르텔은 위트레흐트의 한 수도원에 기부를 했는데 이때 동행한 인물로 전 궁재이자 그의 조카인 티에돌디(Thiedoldi, nepoti eius)가 동행했다는 기록이 있다. 741년을 전후하여 테오도알트와 그의 아들들은 살해되었는데, 그의 이복 삼촌이자 보호자였던 카를 마르텔의 사망 이후였다.

## 기타
그의 사망 시점은 정확하지 않아 715년 가을 혹은 717년 가을 이후로 본다. 카를 마르텔이 732년경 살해한 바이에른 공작 테오데발트 혹은 744년 피핀 3세와 카를로만 1세 형제의 손에 살해된 알레만니아 공작 테오도알트가 그와 동일인이라는 설도 있다.

## 가족 관계
- 할아버지 : 피핀 2세 드 헤르스탈
- 할머니 : 플렉트루데
- 아버지 : 그리모알트 2세 또는 소 그리모알트(Grimoald II, Grimoald the Younger)
- 어머니 : 테오도신드(Theudesinda) 또는 테오도스빈드(Thiadsvind, 677 ~ ?)
  - 형제 : 아르노알드

## 같이 보기
- 카를 마르텔
- 피핀 2세
- 피핀 3세
- 플렉트루데

1. ↑  Late Merovingian France: History and Hagiography, 640-720: "Theudoald was probably born about 708. This date is based upon the account in LHF, which reports his birth at the time Drogo died. This would make him only six years old in 714 and would explain the use filium parvulum, both by the author of the Annales Mettenses and by Fredegar's continuator, who in turn was his source"